# Securing Energy for Europe
SEFE Securing Energy for Europe GmbH (do 2022 jako Gazprom Germania GmbH) – niemieckie przedsiębiorstwo z siedzibą w Berlinie, będące największym dostawcą gazu w Niemczech (odpowiada za 40 procent dostaw surowca).
Gazprom Germania kontrolowała ponad 28% niemieckich mocy magazynowych oraz prawie 12% austriackich, jak również ważne przedsiębiorstwa działające na rynku handlu gazem: Gazprom Marketing & Trading Ltd, Gazprom Schweiz AG, Wingas GmbH, WIEH GmbH czy Vemex s.r.o. Za pośrednictwem Gazprom Germania oraz jej spółek córek Gazprom realizował dostawy gazu dla odbiorców końcowych w Niemczech, Wielkiej Brytanii, Holandii, Francji i Belgii.
Gazprom Germania posiadała m.in. największy w Niemczech magazyn gazu w Rehden w Dolnej Saksonii (20% pojemności magazynowej w Niemczech) i odpowiadała za import gazu z Rosji.
We wrześniu 2022 roku rząd niemiecki kosztem 6,3 miliarda euro dokonał nacjonalizacji spółki Gazprom Germania (wcześniej przemianowanej na Sefe).
Spółka już w kwietniu 2022 roku została przejęta pod zarząd komisaryczny sprawowany przez Federalną Agencję Sieci, która odtąd miała wszystkie prawa głosu wynikające z akcji spółki i była uprawniona do podejmowania wszelkich decyzji, czyli w bezprecedensowy sposób przejęła funkcję właściciela. Tak rząd niemiecki zareagował na próby zbycia przez Gazprom udziałów w spółce na rzecz innych podmiotów rosyjskich i to w sposób pozbawiony przejrzystości. Minister gospodarki Robert Habeck uzasadnił decyzję tym, że Gazprom kontroluje infrastrukturę krytyczną, która dzięki przejęciu kontroli przez państwo „nie będzie [odtąd] narażona na arbitralne decyzje Kremla”. Sefe (Gazprom Germania) ponosiło wcześniej ogromne straty, co spowodowało, że wartość przedsiębiorstwa stała się ujemna, dzięki czemu Niemcy uniknęły konieczności zapłacenia odszkodowania za wywłaszczenie.